# Fort Morgan, Colorado
Fort Morgan là một thành phố thuộc quận Morgan, tiểu bang Colorado, Hoa Kỳ. Thành phố có diện tích km², dân số thời điểm năm 2005 theo ước tính của Cục điều tra dân số Hoa Kỳ là 10.844 người2. Thành phố được đặt tên theo Christopher A. Morgan..

## Thông tin nhân khẩu
Theo điều tra dân số 2 năm 2000, thành phố đã có 11.034 người, 3.887 hộ gia đình, và 2.736 gia đình sống trong thành phố. Mật độ dân số là 2,472.1 người trên một dặm vuông (955.2/km ²). Có 4.094 đơn vị nhà ở mật độ trung bình của 917.2/sq mi (354.4/km ²). Cơ cấu chủng tộc của thành phố là 74,43% người da trắng, 0,28% người Mỹ gốc Phi, 1,01% người Mỹ bản xứ, 0,18% châu Á, Thái Bình Dương 0,24%, 20,62% các chủng tộc khác, và 3,24% từ hai hoặc nhiều chủng tộc. Hispanic hay Latino thuộc một chủng tộc nào được 39,04% dân số.
Có 3.887 hộ, trong đó 37,5% có trẻ em dưới 18 tuổi sống chung với họ, 54,6% là đôi vợ chồng sống với nhau, 10,9% có nữ hộ và không có chồng, và 29,6% không lập gia đình. 25,6% của tất cả các hộ gia đình đã được tạo ra từ các cá nhân và 12,6% có người sống một mình 65 tuổi hoặc lớn tuổi hơn là người. Cỡ hộ trung bình là 2,79 và cỡ gia đình trung bình là 3,32.
Dân số thành phố đã được trải ra với 30,2% ở độ tuổi dưới 18, 9,6% 18-24, 29,1% 25-44, 18,1% từ 45 đến 64, và 13,1% từ 65 tuổi trở lên người. Độ tuổi trung bình là 32 năm. Đối với mỗi 100 nữ có 100,4 nam giới. Đối với mỗi 100 nữ 18 tuổi trở lên, có 97,6 nam giới.
Thu nhập trung bình cho một hộ gia đình trong thành phố là $ 33.128, và thu nhập trung bình cho một gia đình là $ 36.134. Phái nam có thu nhập trung bình $ 27.667 so với 22.346 $ cho phái nữ. Thu nhập bình quân đầu người của thành phố là 15.024 $. Giới 8,9% của các gia đình và 12,9% dân số sống dưới mức nghèo khổ, bao gồm 16,5% của những người dưới 18 tuổi và 8,6% của những người 65 tuổi hoặc hơn.